# なぎさ信用漁業協同組合連合会
なぎさ信用漁業協同組合連合会（なぎさしんようぎょぎょうきょうどうくみあいれんごうかい）は、兵庫県明石市に本店を置く、兵庫県及び和歌山県内の漁業協同組合の信用事業を統括する県域漁協系金融機関であり、2県内の漁業協同組合を会員とする。通称は「なぎさ信漁連」、「JFマリンバンクなぎさ」。

## 沿革
- 1951年（昭和26年）10月 - 兵庫県信用漁業協同組合連合会を設立
- 1954年（昭和29年） - 兵庫県立水産会館を神戸市兵庫区中之島2-2-1に建設、兵庫県信用漁業協同組合連合会を兵庫県立水産会館へ移転
- 1955年（昭和30年）11月 - 和歌山県信用漁業協同組合連合会を和歌山県和歌山市雑賀屋町東ノ丁33番地に設立
- 2009年（平成21年）7月 - 兵庫県水産会館が明石市中崎1丁目に竣工、兵庫県信用漁業協同組合連合会（本店）を神戸市から移転
- 2017年（平成29年） 4月1日 - 兵庫県信用漁業協同組合連合会と和歌山県信用漁業協同組合連合会が合併し、なぎさ信用漁業協同組合連合会に改称の上、発足[1]。

## 店舗所在地
2020年7月時点で、兵庫県に6本支店、和歌山県に4支店所在。その他、口座勘定のない営業店が両県の漁連支所などに設置されている。
- 本店：兵庫県明石市中崎1丁目2番3号
- 神戸支店：兵庫県神戸市垂水区平磯3丁目1番10号
- 明石支店：兵庫県明石市林3丁目19番23号
- 坊勢支店：兵庫県姫路市家島町坊勢607番地
- 但馬支店：兵庫県美方郡香美町香住区若松747番地
- 淡路島支店：兵庫県淡路市育波148番地の3番
  - 家島営業店：兵庫県姫路市家島町宮110番地の1
  - 明石浦営業店：兵庫県明石市岬町33番1号
  - 津居山営業店：兵庫県豊岡市津居山293番地
  - 柴山営業店：兵庫県美方郡香美町香住区沖浦911番地の8
  - 浜坂営業店：兵庫県美方郡新温泉町浜坂1478番地の1
  - 東淡営業店：兵庫県淡路市岩屋1414番地の1
  - 沼島営業店：兵庫県南あわじ市沼島2367番地の2
- 和歌山支店：和歌山県和歌山市雑賀屋町東ノ丁33番地
- 有田支店：和歌山県有田市宮崎町2405番地
- 御坊支店：和歌山県御坊市塩屋町南塩屋450番地の4
- 串本支店：和歌山県東牟婁郡串本町串本1884番地
  - 田辺営業店：和歌山県田辺市江川43番35号
  - すさみ営業店：和歌山県西牟婁郡すさみ町周参見4866番地の7
  - 勝浦営業店：和歌山県東牟婁郡那智勝浦町築地7丁目8番地2